# 祖利安·格連
朱利安·韦斯利·格林（英語：Julian Wesley Green，1995年6月6日—）是一位美國足球運動員，场上可司職翼鋒或前锋。現為德国足球甲级联赛球隊格雷特霍夫及美國國家足球隊球員。

## 俱乐部生涯
格林出生于美国佛罗里达州的坦帕，其父亲是是一位非裔美国人，母亲则是德国人。在两岁时，他便跟随母亲移居德国。格林从小生活在上巴伐利亚的米斯巴赫，他于米斯巴赫足球俱乐部（FC Miesbach）和豪斯哈姆足球俱乐部（SG Hausham）的青年队开始足球生涯，直至2009年转投拜仁慕尼黑青年队。
至2013-14赛季，此时仍然在19岁以下组别效力的格林通过优异的表现获得了晋升拜仁慕尼黑二队的机会。在二队于2013年7月17日以4比2战胜维尔茨堡踢球者的比赛中（第2轮），格林完成首秀并射入2球。此后他成为了二队参加德国足球地区联赛的主力球员，并在11月成为一线队成员之前又继续完成了2次梅开二度和1次帽子戏法。2013年11月18日，格林与拜仁慕尼黑签署了一份为期三年半的职业合同，期至2017年6月30日。随后于2013年11月27日，他首次代表一线队参赛，在这场客场以3比1战胜莫斯科中央陆军的欧洲冠军联赛分组赛中，他于第88分钟替换马里奥·格策登场。

## 国家队生涯
由于格林拥有德国和美国的双重国籍，他亦曾受到两国足协的追捧。
格林最初选择代表德国青年国家足球队参赛，在德国U-16组别国家队于2011年6月15日于帕福斯以4比0战胜塞浦路斯的比赛中，他在第33分钟将比分改写为3比0，取得了自己的首个国家队入球。两天后，他又随队再度以6比0战胜塞浦路斯，并接连参加了3月15日和17日分别以5比0和2比0战胜罗马尼亚的比赛。
对于德国U17组别国家队，他仅入选参加过2011年11月12日及15日举办的两场比赛，其中德国并分别以3比0和4比1的比分战胜阿塞拜疆。
经过短暂为美国U18组别国家队效力后，格林又重新被德国足协召回 。2013年8月14日，他完成了在德国U19组别国家队的首秀，从而帮助球队在赫鲁斯贝克以6比1战胜荷兰。此后，他还代表该队参加了2014年欧洲U-19足球锦标赛的预选赛。
2013年11月，时任美国国家足球队主教练尤尔根·克林斯曼向格林发出了入队邀请，但他对此表示拒绝。因为根据国际足联的规定，成年组国家队只有一次选择的机会，而他仍未准备好将代表德国足协亦或是美国足协参赛。相反，他还代表德国U19国家队参加了一场对阵法国的友谊赛。至2014年3月18日，格林最终宣布将自己的未来与美国国家队联系在一起：“这显然是个重大的决定，我与家人也为此商量了很长的时间。我与美国有深厚的渊源，并很自豪能够代表美国队参赛”。
2014年3月24日，国际足联正式批准了格林的转换国籍申请，使他在即日起可以代表美国队参赛。在美国队于2014年4月3日在格蘭岱爾以2比2战平墨西哥的比赛中，格林于第59分钟替换布拉德·戴维斯登场，完成了成年组国家队的首秀。
同年夏天，年近19岁的格林再被克林斯曼征召入2014年世界杯决赛圈的美国队23人参赛名单，身披16号战袍。在对阵比利时的八分之一决赛中，他获得了第3次代表国家队上阵的机会。而作为自己参加的首场世界杯比赛，他便在这场加时赛的第107分钟射入首个国家队入球，并将最终的比分定格为1比2。凭借这个入球，格林也成为继2006年的利昂内尔·梅西之后，世界杯的最年轻入球者。

### 国家队入球
美国队的比分及入球列前。
| #  | 日期         | 场地                       | 对手   | 入球 | 比分 | 比赛               |
| -- | ------------ | -------------------------- | ------ | ---- | ---- | ------------------ |
| 1. | 2014年7月1日 | 巴西萨尔瓦多，新水源體育場 | 比利时 | 1–2  | 1–2  | 2014年世界杯淘汰赛 |